# La Chapelle-Hareng
La Chapelle-Hareng ist eine französische Gemeinde mit 122 Einwohnern (Stand 1. Januar 2022) im Département Eure in der Region Normandie (vor 2016 Haute-Normandie). Sie gehört zum Arrondissement Bernay und zum Kanton Beuzeville. 

## Geografie
La Chapelle-Hareng liegt etwa 15 Kilometer westnordwestlich von Bernay und etwa 18 Kilometer ostsüdöstlich von Lisieux in der Landschaft Lieuvin. Umgeben wird La Chapelle-Hareng von den Nachbargemeinden Thiberville im Norden und Nordosten, Drucourt im Nordosten und Osten, Le Planquay im Südosten und Süden, Courtonne-les-Deux-Églises im Süden und Südwesten, Cordebugle im Westen sowie Marolles im Nordwesten.

## Bevölkerungsentwicklung
| Jahr                       | 1962 | 1968 | 1975 | 1982 | 1990 | 1999 | 2006 | 2013 | 2020 |
| Einwohner                  | 86   | 104  | 94   | 77   | 78   | 79   | 82   | 87   | 117  |
| Quellen: Cassini und INSEE |      |      |      |      |      |      |      |      |      |

## Sehenswürdigkeiten

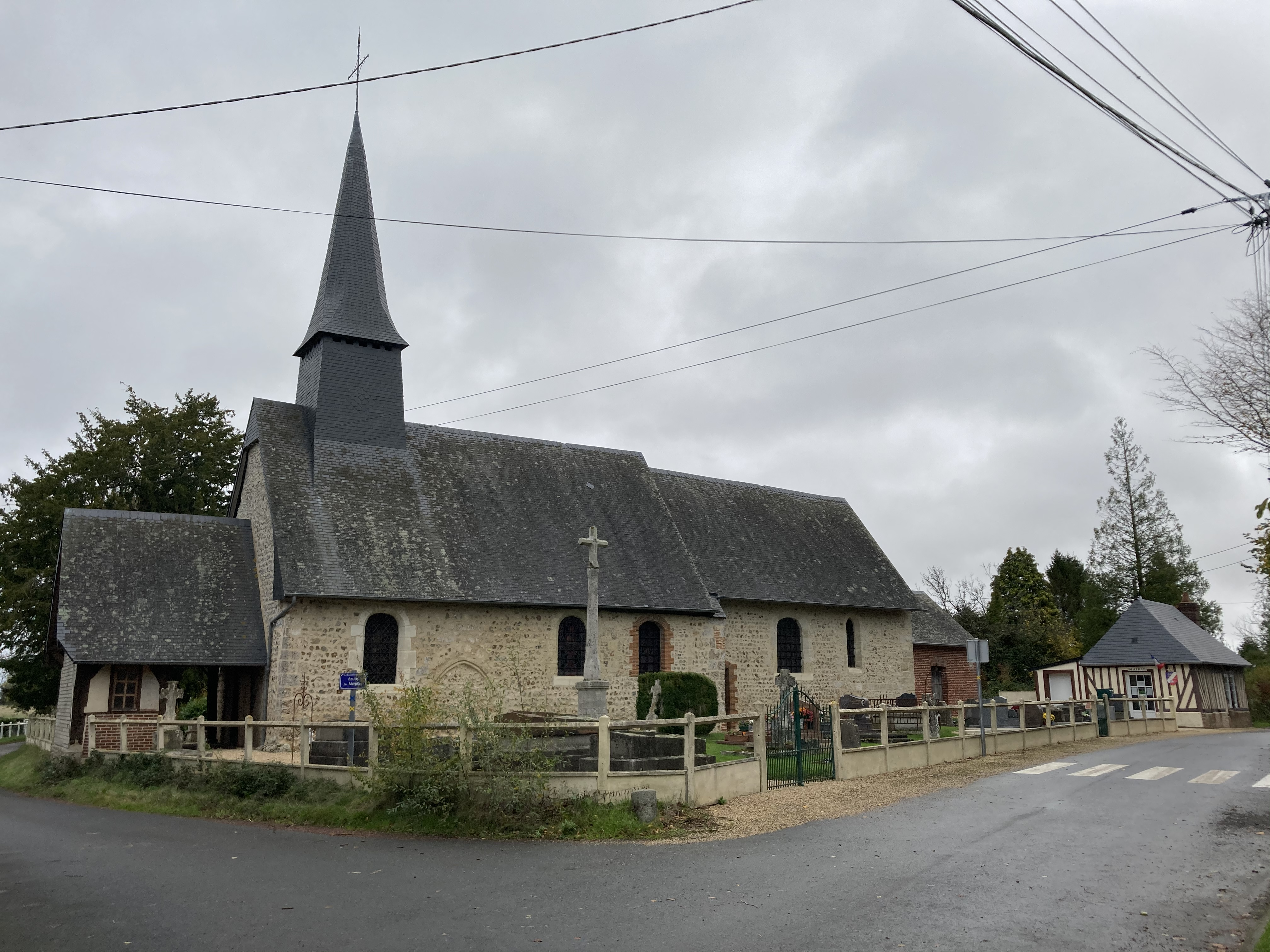
Kirche Saint-Pierre

- Kirche Saint-Pierre